# Picture Snatcher
Picture Snatcher is een Amerikaanse dramafilm uit 1933 onder regie van Lloyd Bacon.

## Verhaal
De ex-gevangene Danny wil graag fotograaf worden voor de schandaalpers. Hij heeft kennis aan de dochter van een politieagent. Hij gebruikt haar om een foto te verkrijgen van een executie op de elektrische stoel.

## Rolverdeling
| Acteur                 | Personage   |
| ---------------------- | ----------- |
| James Cagney           | Danny       |
| Ralph Bellamy          | McLean      |
| Patricia Ellis         | Patricia    |
| Alice White            | Allison     |
| Ralf Harolde           | Jerry       |
| Robert Emmett O'Connor | Casey Nolan |
| Robert Barrat          | Grover      |
| G. Pat Collins         | Hennessy    |
| Arthur Vinton          | John        |
| Tom Wilson             | Leo         |